# Ptychobiosis rieki
Ptychobiosis rieki är en nattsländeart som först beskrevs av Arturs Neboiss 1962.  Ptychobiosis rieki ingår i släktet Ptychobiosis och familjen Hydrobiosidae. Inga underarter finns listade i Catalogue of Life.